# チャイナエアラインの航空事故およびインシデント
チャイナエアラインの航空事故およびインシデント（チャイナエアラインのこうくうじこおよびインシデント）では、中華民国（台湾）の航空会社であるチャイナエアライン（中華航空）の航空事故および重大なインシデントを一覧にしたものである。なお、社名については事故当時の日本語名称とする。

## 1960年代

### 中華航空227便
1969年1月2日、台東から高雄に向けて巡航中の中華航空227便ダグラスDC-3型機（機体記号B-309）が、乱気流に遭遇し墜落。乗員乗客24人全員が死亡した。

## 1970年代

### 中華航空802便
1970年5月23日、到着が大幅に遅れていた台北発大阪経由東京行きの中華航空802便ボーイング707型機が、特例で早朝4時に羽田へ着陸することになった。管制官が、この時滑走路で標識の塗り替え作業を行っていた作業員にその旨を連絡しておらず、さらに航空機からもスモッグの影響で作業員の姿を確認できなかった。結果、着陸の際に旅客機の主脚が滑走路上に停車していた作業用ライトバンに接触、運転席にいた技官が圧死した。旅客機の方は無事に着陸した。

### 中華航空206便墜落事故
1970年8月12日、中華航空206便YS-11型機（機体記号B-156）が悪天候のもと、台北松山空港への着陸に失敗し墜落。乗員乗客31人中14人が死亡、17人が負傷した。

### 中華航空825便爆破事件
1971年11月20日、大阪から台北を経由して香港へ向かっていた中華航空825便カラベル機（機体記号B-1852）が、台湾海峡で空中爆発し墜落。乗員乗客25人全員が死亡した。爆発物による航空テロの疑いがあるとされている。

### 中華航空訓練機
1979年9月11日、訓練飛行のボーイング707-324C型機（機体記号B-1834）が、離陸直後に中正国際空港近くの海に墜落、乗員6人が死亡した。

## 1980年代

### 中華航空811便着陸失敗事故
1980年2月27日、中華航空811便ボーイング707-309C型機（機体記号B-1826）がマニラ国際空港での着陸に失敗し、乗客2人が死亡した。

### 中華航空006便急降下事故
1985年2月19日、台北からロサンゼルスへ向かう途中の中華航空006便ボーイング747SP-09型機（機体記号N4522V）の第4エンジンが異常により停止。本来なら自動操縦を解除し、方向舵を操作して機体のバランスを図るべきところだが、機長らは自動操縦に依存し過ぎていたため、やがて機体が失速速度まで減速し、サンフランシスコの沖合できりもみ状態になって降下した。およそ2分間で1万メートル近くも垂直降下したが、途中偶然に展開状態となったランディングギアがエアブレーキの働きをしたため機体のバランスを取り戻すことに成功し、サンフランシスコ国際空港に緊急着陸。機体は大きく損傷し、多数の重軽傷者を出したものの、幸い死者は出なかった。

### 中華航空2265便墜落事故
1986年2月16日、台北から澎湖諸島に向かっていた中華航空2265便ボーイング737-281型機（機体記号B-1870）が、着陸寸前に近くの海上に墜落、乗員乗客13人全員が死亡した。なお同機は1969年に製造され、以前全日本空輸が運航かつ日本で最初に導入されたボーイング737（元JA8401）であった。

### 中華航空204便墜落事故
1989年10月26日、花蓮から台北に向けて出発した中華航空204便ボーイング737-209型機（機体記号B-180）が、離陸直後に山腹に激突。乗員乗客54人全員が死亡した。パイロットが出発経路を誤ったためだった。

## 1990年代

### 中華航空358便墜落事故
1991年12月29日、貨物便として運航されていた中華航空358便ボーイング747-2R7F型機（機体記号B-198）が、台北の中正国際空港から離陸上昇中に第3エンジンを主翼に止めるヒューズピンが破断し脱落。同時に第4エンジンも脱落し台北郊外の丘陵地帯に墜落。乗員5人全員が死亡した。

### 中華航空605便オーバーラン事故
1993年11月4日、中華航空605便ボーイング747-409型機（機体記号B-165）が、香港の啓徳空港への着陸時に逆噴射のタイミングが遅れたためにオーバーランし、滑走路先の海中に落下した。死亡者は発生しなかったものの10人が負傷した。原因は台風からの強風に煽られ操縦ミスを犯したためだが、同空港には香港カーブと呼ばれる、着陸の際に操縦士にとって相当な技量が要求される空港であった。同機は製造後1年に満たない新鋭機であり、またボーイング747-400が全損する初の事故であった。水没した機体は垂直尾翼が切断された後、引き揚げられ解体された。 

### 中華航空140便墜落事故
1994年4月26日、名古屋空港に着陸しようとしていた中華航空140便エアバスA300B4-622R型機（機体記号B-1816）が、自動操縦装置の誤操作と自動操縦装置の異常な動作により着陸復行中に失速して墜落。乗員乗客271人中264人が死亡、7人が重傷を負った。この事故では補償額をめぐって遺族と中華航空側との間で隔たりがあり、2007年まで法廷で争われた。なお、日本国内で起こった中華航空の墜落事故は本件のみであるため、日本国内では単に中華航空機墜落事故と呼ばれている。

### チャイナエアライン676便墜落事故
1998年2月16日、チャイナエアライン676便エアバスA300B4-622R型機（機体記号B-1814）が、中正国際空港近くの住宅街に墜落、乗員乗客196人全員と近隣住民7人の合わせて203人が死亡した。1994年に発生した中華航空140便の事故と同機種で、しかも事故の状況や理由が酷似していたため、チャイナエアラインは大きな批判を浴びた。

### チャイナエアライン642便着陸失敗事故
1999年8月22日、バンコク発香港経由台北行きのチャイナエアライン642便マクドネル・ダグラスMD-11型機（機体記号B-150）が、台風による強風の中香港国際空港に着陸しようとした際、突風に煽られて機体が傾いたため、主翼から接地し機体がひっくり返って炎上。幸い火はすぐに消し止められたが、乗客3名が死亡、203名が重軽傷を負った。現在の香港国際空港初の死亡事故となった。 

## 2000年代

### チャイナエアライン611便空中分解事故
2002年5月25日、チャイナエアライン611便ボーイング747-209B型機（機体記号B-18255）が台湾海峡上空で空中分解して墜落。乗員乗客225人全員が死亡した。過去に同機はしりもち事故を起こしており、この際の機体スキンの修理が不適切だったため、金属疲労による亀裂が徐々に進行していったものと考えられている。

### チャイナエアライン111便
2003年9月20日、福岡空港から台北へ向けて離陸直後のチャイナエアライン111便エアバスA300-600型機で、ノーズギアの格納扉が閉じていないことを示す警告灯が点灯したため、1時間後に福岡空港へ緊急着陸した。問題の格納扉を取り外した後で再度出発したが、やはりノーズギアが格納できず、再び福岡空港に緊急着陸した。乗客210人にけがはなかった。最終的に同機の運航は中止となり、乗客は約10時間遅れで代替機による臨時便で台北に向かった。

### チャイナエアライン120便炎上事故

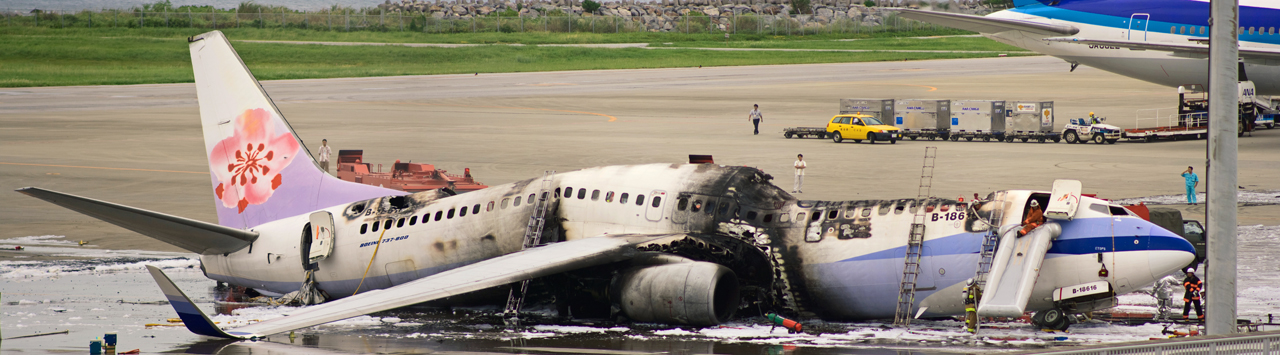
チャイナエアライン120便事故機

2007年8月20日、台北からのチャイナエアライン120便ボーイング737-809型機（機体記号B-18616）が那覇空港に着陸しタキシング後、駐機スポットに停止する寸前で燃料の漏出と右エンジンからの出火が確認され、乗客全員が避難した後に爆発した。機体は全焼したものの、乗員乗客に死者はなかった。事故機が那覇空港に着陸してスラットを格納した際、トラック・カンに破孔が生じた。この破孔から前縁スラット側に燃料が漏れ、事故機がスポットで停止した後、漏出した燃料が高温になっていたエンジン後部に接触して引火し、火災が発生したものと考えられている。

### チャイナエアラインチャーター機

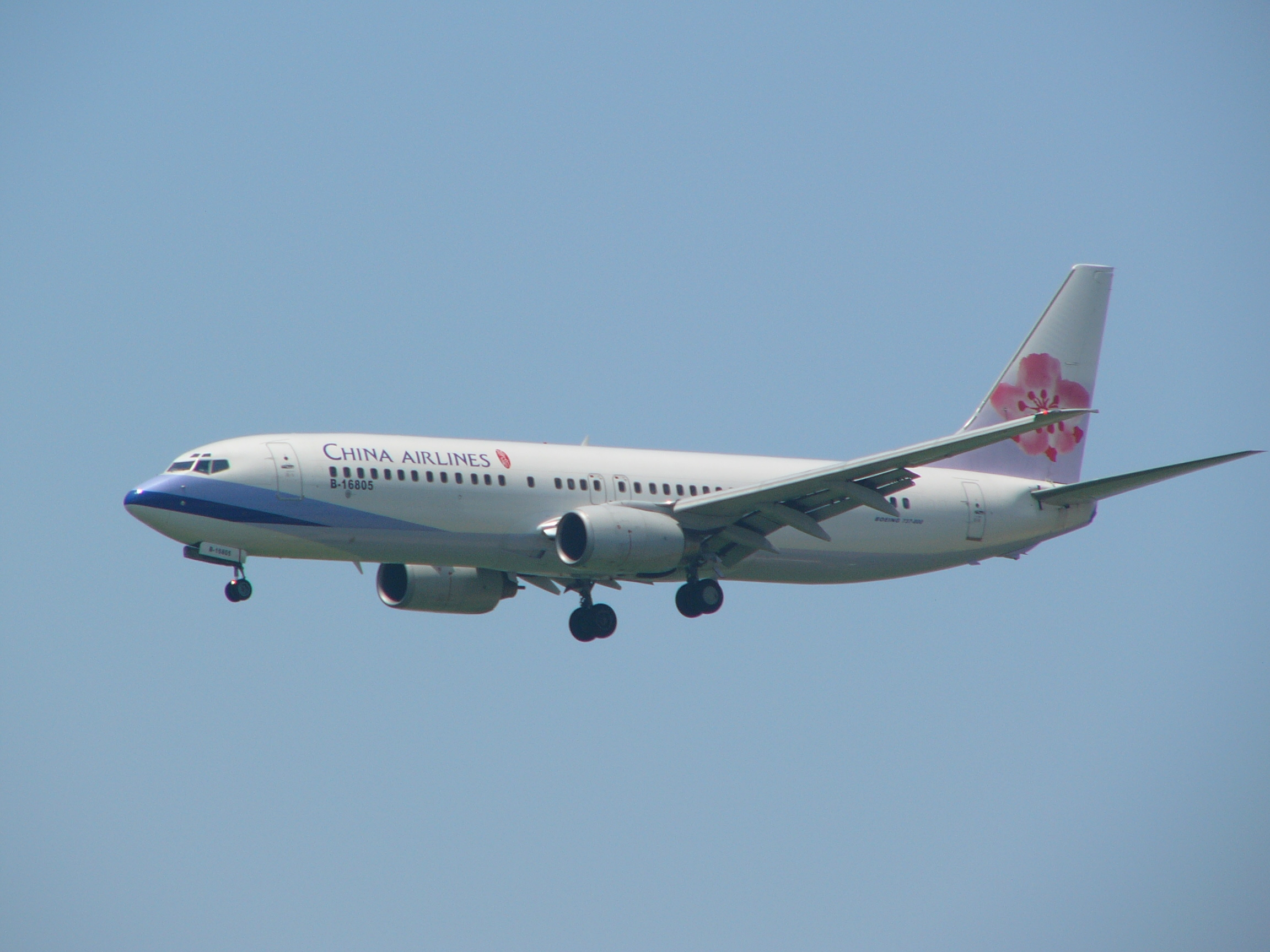
2005年4月に撮影された事故機

2007年9月20日、チャイナエアラインのチャーター機であるボーイング737-800型機（機体番号B-16805）が佐賀空港に着陸後、後部ドア付近に胴体に77センチメートルの亀裂が見つかった。原因は機内トイレなどからの水漏れによる腐食であった。
なお、同年10月5日、仮修理を終えた同機は乗員2人で台湾に向けて離陸しようとした際、滑走路をオーバーランし過走帯灯1個を破壊したものの、かろうじて離陸に成功した。しかしその後、計器表示に異常が発生したため佐賀空港に引き返した。原因はピトー管に虫が詰まっていたためであった。